# Ледовый дворец (Тампере)
Ледовый Дворец «Тампере» — (фин. Tampereen jäähalli). Ледовый дворец спорта в финском городе Тампере. Арена используется как домашняя арена в первую очередь для игр по хоккею с шайбой командами Ильвес и Таппара, которые выступают в СМ-лиге — высшем дивизионе чемпионата Финляндии по хоккею. Арена построена в 1965 году, текущая вместимость составляет 7800 зрителей (6600 сидячих и 1200 стоячих мест).

## История
Этот ледовый дворец является старейшей хоккейной ареной Финляндии. В 1965 году в Финляндии должен был состоятся очередной чемпионат мира и в Хельсинки должны были построить новый дворец для проведения турнира. Однако в столице Финляндии не успевали построить дворец спорта вовремя, поэтому арена была возведена в Тампере.
Первой игрой на арене был матч «Все звезды Тампере» — «Сборная остальной Финляндии», которая состоялась 29 января 1965 года и закончилась со счетом 4:4. Первая игра СМ-лиги состоялась 31 января 1965 года между местными клубами Таппара и Ильвес. Таппара взяла верх со счетом 5:3.
Первоначально арена вмещала 10200 зрительских мест, из которых сидячими были только 1573 на восточной трибуне.

## Использование помимо хоккея
Кроме хоккея с шайбой дворец принимал и другие спортивные соревнования высокого уровня, такие как Мировые и Европейские чемпионаты по боксу, борьбе, дзюдо, карате и международные матчи по волейболу. Кроме этого в арене проводились концерты многих местных и зарубежных исполнителей.

## Планы
В начале XXI века существовали планы построить в Тампере новую многофункциональную арену по примеру Хартвалл Арены в Хельсинки. Однако, этим планам пока не суждено было осуществиться.